# Sopwith Grasshopper
El Sopwith Grasshopper fue un biplano turístico británico de dos asientos construido por Sopwith Aviation and Engineering Company en Kingston upon Thames en 1919.

## Desarrollo
El Grasshopper era un biplano convencional de dos asientos y cabina abierta, con un motor Anzani de 75 kW (100 hp) montado en el morro. Sólo se construyó un avión, con matrícula G-EAIN, que obtuvo su Certificado de Aeronavegabilidad en marzo de 1920. Pasó por varios operadores privados hasta 1929, cuando no se renovó el Certificado. La última propietaria había sido Constance Leathart. 

## Especificaciones
Referencia datos: Jackson

### Características generales
- Tripulación: Uno (piloto)
- Capacidad: Un pasajero
- Longitud: 7 m (23,1 ft)
- Envergadura: 10,1 m (33,1 ft)
- Altura: 2,7 m (9 ft) [3]
- Superficie alar: 30 m² (322,9 ft²)[3]
- Peso cargado: 758 kg (1670,6 lb)
- Planta motriz: 1× motor radial de 10 cilindros refrigerado por aire Anzani 10.
  - Potencia: 75 kW (103 HP; 102 CV)
- Hélices: Bipala de paso fijo

### Rendimiento
- Velocidad máxima operativa (Vno): 144 km/h (89 MPH; 78 kt)